# Rådet för kommuner och regioner i Europa
Rådet för kommuner och regioner i Europa (Council of European Municipalities and Regions, CCRE-CEMR) är en organisation för samarbete mellan nationella kommun- och regionförbund i Europa, såsom Sveriges Kommuner och Landsting. Organisationen representerar därmed omkring 100 000 kommuner, landsting och regioner från ett trettiotal länder i Europa eftersom dessa i sin tur är medlemmar i ett nationellt kommun- eller regonförbund. CEMR är den europeiska grenen av den världsomspännande organisationen för kommuner och regioner, United Cities and Local Governments (UCLG).
Organisationen grundades i Genève 1951 av en grupp borgmästare och har senare utvidgats till att även omfatta regioner.